# Хал-Кілой
Хал-Кілой (рос. Хал-Килой) — село у Шатойському районі Чечні Російської Федерації.
Населення становить 468 осіб. Входить до складу муніципального утворення Хал-Келойське сільське поселення.

## Історія
Згідно із законом від 20 лютого 2009 року органом місцевого самоврядування є Хал-Келойське сільське поселення.

## Населення
| 1990 | 2002 | 2010 |
| ---- | ---- | ---- |
| 529  | ↘357 | ↗468 |